# Wyatt (Missouri)
Wyatt è un comune degli Stati Uniti d'America, situato nello Stato del Missouri, nella contea di Mississippi.